# 湯米·范姆
湯瑪斯·詹姆斯·范姆（英語：Thomas James Pham，1988年3月8日—），為美國職棒大聯盟的外野手，目前效力於匹茲堡海盜。他先前曾效力過光芒、教士、紅人、紅襪、大都會、響尾蛇、白襪與皇家等隊。他的身高為185公分，體重為95公斤。
2006年美國職棒大聯盟選秀，范姆在第16輪才被紅雀隊選中。由於他先天患有圓錐角膜，導致他的選秀順位落到很後面。但儘管如此，他在2017年仍達成3成打擊率、敲出至少20轟、20分打點以及20盜的成績，為紅雀隊史自20世紀以來第一人。

## 職業生涯

### 聖路易紅雀
2014年9月7日，范姆因為擴編而登上大聯盟。2015年，范姆因為受傷而錯過開季。後來他在3A繳出打擊率3成38的成績，使得他在7月初又獲得了登上大聯盟的機會。而他很快在7月4日敲出大聯盟首安，並在隔日敲出大聯盟首轟。
9月16日，范姆首度達成單場雙響砲。最後紅雀以單季100勝之姿進軍季後賽，范姆也在分區賽首戰完成季後賽初登板，而且他在該場比賽順利敲出全壘打。
2016年，范姆入選球隊開幕戰名單內，結果他在打擊練習時就因傷退場。8月2日，范姆代打上陣敲出全壘打，紅雀隊也在該年寫下11支代打全壘打的隊史紀錄。不過范姆這年面對左投的三振率高達41.7%，為全大聯盟最多。
2017年，范姆被下放到3A。在小聯盟刷了一下打擊數據後，他在5月初回到大聯盟。而這次他成功把握住機會，站穩了右外野手的位置。這年他的打擊率高達3成06，並敲出23轟與73分打點，還外帶25次盜壘成功。成為紅雀隊史自20世紀以來首位單季超過3成打擊率，全壘打、打點和盜壘數都超過20的選手。最後他在MVP票選上拿下第11名，也是紅雀隊唯一一位獲得MVP選票的球員。
2018年，球隊將范姆任命為中外野手，德克斯特·佛勒成為右外野手。不過范姆在4月25日的打擊練習中，因為不慎被球棒擊中頭部，一度造成腦震盪。所幸最後他休息幾天後還能繼續出賽。

### 坦帕灣光芒
2018年7月31日，紅雀隊用范姆向光芒隊交易Justin Williams、Génesis Cabrera和Roel Ramírez。這年范姆在紅雀隊的打擊率為2成48，並敲出14轟與41分打點。范姆後來表示他對這次交易案感到失望，但他希望自己在光芒隊能夠繳出好成績。
2018年9月，范姆以3成68的打擊，外帶5轟與17分打點的表現，拿下美聯單月最佳球員。最後他在光芒隊繳出3成43打擊率，並敲出7轟與22分打點的成績。
2019年4月5日，范姆達成個人連續40場比賽上壘的紀錄，也是光芒隊史最長的紀錄。4月6日，范姆敲出生涯首發滿貫砲。這年他的打擊率為2成73，並敲出美聯最多的25支內野安打。防守方面，他的守備率是完美的100%，為左外野手之最。

### 聖地牙哥教士
2019年12月6日，范姆和傑克·克羅倫沃斯一同被交易至教士隊，光芒隊換來杭特·倫弗洛、賽維爾·愛德華茲和一名日後指定球員。當時范姆有傷在身，但光芒隊卻未通知教士球團而進行交易，因而引發一些爭議。他在2020年出賽31場比賽，打擊率為2成11，並敲出3轟與12分打點。8月16日，他因為左手鉤骨碎裂而進行手術，並缺席了一個月的賽事。之後他在10月份和休賽季又分別進行了兩次手術，才將他的手骨問題解決。

## 個人生活
范姆的祖先分別是非裔美國人和越南人，他也成為Danny Graves後，大聯盟首位具有越南血統的球員。而他有一個雙胞胎姐姐。
范姆天生便患有圓錐角膜，這也使得他在選秀會上不受青睞。但他從2009年起都會在比賽中佩戴隱形眼鏡，可讓他更清楚的看見投手的球路。

## 外部連結
- 球員資訊和成績在MLB ，ESPN ，Retrosheet ，Baseball Reference ，Baseball Reference (Minors) ，Fangraphs ，The Baseball Cube （英文）
- 湯米·范姆的X（前Twitter）
- 湯米·范姆的Instagram帳戶